# Grigorij Siemionow (eser)
Grigorij Iwanowicz Siemionow, ros. Григорий Иванович Семенов (ur. 29 listopada 1891 w Jurjewie, zm. 8 października 1937 w Moskwie) – rosyjski rewolucjonista, działacz polityczny, urzędnik państwowy w ZSRR, oficer Razwiedupra.

## Życiorys
We wczesnej młodości zaangażował się w działalność ruchu anarchistyczno-komunistycznego. W 1907 został aresztowany przez Ochranę. Po 10-miesięcznej karze więzienia wyszedł na wolność. W 1908 schwytano go podczas próby oswobodzenia więźniów z aresztu w Rydze. Po procesie został skazany na karę 1 roku więzienia, po czym zesłano go do Kraju Archangielskiego. Na początku 1912 powrócił do Jurjewa, gdzie aresztowano go po raz trzeci. Jednakże po kilku tygodniach został wypuszczony na wolność. W tej sytuacji wyjechał do Francji, gdzie znalazł pracę jako elektromonter w Marsylii, a następnie Nicei. W 1915 wstąpił do Partii Socjalistów-Rewolucjonistów (tzw. eserowców). W tym samym roku powrócił do Rosji, ale został zmobilizowany do armii. Służył w Zapasowym Batalionie Elektrotechnicznym 12 Armii jako instruktor obsługi stacji wysokiego napięcia. Podczas rewolucji lutowej współorganizował w Rydze Radę Delegatów Żołnierskich 12 Armii, obejmując funkcję zastępcy jej ispołkoma. Następnie wydelegowano go na I Wszechrosyjski Zjazd Rad w Piotrogrodzie. W kwietniu tego roku został członkiem Komitetu Wykonawczego Piotrogrodzkiej Rady Delegatów Robotniczych i Żołnierskich, stając na czele kolegium frontowego. Od czerwca pełnił następujące funkcje: komisarza z ramienia eserowców w 9 Armii, III Korpusie Konnym, a następnie zastępcy komisarza Frontu Rumuńskiego. W październiku powrócił do Piotrogrodu, biorąc aktywny udział w przewrocie bolszewickim (rewolucji październikowej). 
Jego działania związane z obroną Aleksandra Kiereńskiego przed „czerwonymi” marynarzami w Gatczynie, silne poparcie wyrażone Zgromadzeniu Ustawodawczemu, czy krytyka bolszewików doprowadziły do narastającej wrogości ze strony najbardziej aktywnych rewolucjonistów. Po rewolucji wszedł w skład Komitetu Centralnego Partii Socjalistów-Rewolucjonistów. W połowie czerwca 1918 stanął na czele piotrogrodzkiej organizacji wojskowej i komisji wojskowej KC Partii Socjalistów-Rewolucjonistów. Jednocześnie przejął nadzór nad tajnym oddziałem bojowym eserowców, mającym zlikwidować kierownictwo Rosyjskiej Partii Komunistycznej (bolszewików). Pierwszą akcją był udany zamach na członka Prezydium Wszechrosyjskiego Centralnego Komitetu Wykonawczego i komisarza do spraw wydawnictw Piotrosowieta W. Wołodarskiego. Głównym celem był jednak Włodzimierz Lenin. Po próbie jego zabójstwa przez Fanny Kapłan pod koniec sierpnia 1918,  pod koniec października tego roku został aresztowany przez bolszewików. Podczas konwojowania do aresztu udało mu się zranić dwóch żołnierzy, ale ucieczka nie powiodła się. Uwięzienie trwało do kwietnia 1919, kiedy wyszedł na wolność jako współpracownik Razwiedupra Armii Czerwonej. Do grudnia 1920 wchodził w skład tzw. mniejszości Partii Socjalistów-Rewolucjonistów, czyli grupy „Narod”, która wspierała bolszewików, ale przeciwstawiała się terrorowi. 
W połowie października 1919 został zmobilizowany do Armii Czerwonej. Służył na Froncie Południowym. W lipcu 1920 odkomenderowano go pod zwierzchność Rewolucyjnej Rady Wojennej Frontu Zachodniego. Otrzymał zadanie rozpracowywania Ludowego Związku Obrony Ojczyzny i Wolności. Został jednak aresztowany w Polsce. Wyszedł na wolność dzięki wstawiennictwu Borysa Sawinkowa, którego znał z okresu emigracji we Francji. Po powrocie do Rosji Sowieckiej zainscenizował w grudniu 1920 otwarty konflikt z kierownictwem eserowców, w wyniku którego został wykluczony z partii. Następnie z powrotem przyjechał do Warszawy, gdzie otrzymał od Sawinkowa zadanie zorganizowania zamachów na przywódców bolszewickich we współpracy z polskim wywiadem wojskowym. Za zasługi wywiadowcze Siemionow został tajnie przyjęty do RKP(b), a następnie został oficjalnie funkcjonariuszem Razwiedupra. W lutym 1922 w Moskwie i Berlinie ukazała się propagandowa broszura jego autorstwa pt. Wojennaja i bojewaja rabota Partii socyalistow-riewolucyonierow w 1917-18 gg.. Od początku czerwca tego roku uczestniczył w procesie pokazowym przywódców eserowskich, składając przeciwko nim zeznania. 
Od listopada 1922 pracował w Gławelektro Najwyższej Rady Przemysłu Ludowego. We wrześniu 1923 powrócił do służby w Razwieduprze z zadaniem wykradzenia z Niemiec informacji technologicznych dotyczących elektromechaniki. Pod koniec 1924 powrócił do ZSRR, otrzymując ponownie pracę w Gławelektro. W jej ramach odbywał delegacje do Niemiec, kontynuując działalność wywiadowczą. W kwietniu 1925 objął funkcję dyrektora Moskiewskich Zakładów Lotniczych. Na początku 1927 został doradcą komisji wojskowej przy Centralnym Komitecie Komunistycznej Partii Chin. W kwietniu tego roku skierowano go do Chin, gdzie działał pod kryptonimem „towarzysz Andriej”. Po nieudanym przewrocie komunistycznym powrócił w styczniu 1928 do Moskwy. Wkrótce objął funkcję zastępcy szefa 2 Oddziału (Agenturalnego) Razwiedupra. W maju 1929 trwała dyskusja nad wykluczeniem go z WKP(b), ale udało mu się wybronić. Komitet Centralny WKP(b) skierował go do pracy partyjnej w okręgu choperskim Kraju Niżnie-Wołskiego, gdzie stanął na czele jednego z największych kołchozów „Krasnoznamieniec”. Jesienią tego roku wystąpił z krytyką polityki kolektywizacyjnej WKP(b), w wyniku czego został wykluczony z partii. Po kilku dniach przywrócono go jednak do funkcji partyjnych. Wkrótce został kierownikiem budowy Bolszewskich Zakładów Mechanicznych i Metalurgicznych pod Moskwą, a następnie kierownikiem warsztatów remontowych Wszechzwiązkowej Unii Lotnictwa Cywilnego. W 1933 objął funkcję szefa oddziału budowlanego w Zakładach Budowy Maszyn im. Woroszyłowa w Leningradzie. 
Po zabójstwie Siergieja Kirowa został na początku lutego 1935 ponownie wykluczony z WKP(b) i ponownie przywrócony. W marcu tego roku zgłosił się do Razwiedupra z ofertą stworzenia grupy instruktorów-specjalistów wojskowych i technicznych w celu przerzucenia ich do Chin na pomoc tamtejszym komunistom, która została przyjęta. Ekspedycja nie doszła jednak do skutku. W listopadzie 1935 otrzymał stopień komisarza brygady (brigkoma), po czym wysłano go do Mongolii z zadaniem zorganizowania przerzutu chińskich przywódców komunistycznych do ZSRR. W maju 1936 powrócił do Moskwy. W listopadzie tego roku poprzez Paryż przybył do Barcelony w celach dywersyjno-terrorystycznych. 
W czasie „wielkiej czystki” pod koniec stycznia 1937 został wezwany do Moskwy, gdzie 11 lutego 1937 aresztowało go NKWD.  8 października 1937 został skazany na śmierć przez Kolegium Wojskowe Sądu Najwyższego ZSRR z zarzutu o udział w organizacji antysowieckiej. Stracony tego samego dnia. Skremowany w krematorium na Cmentarzu Dońskim, prochy pochowano anonimowo (obecnie mogiła zbiorowa nr 1 na Nowym Cmentarzu Dońskim).
Zrehabilitowany 22 sierpnia 1961 postanowieniem Kolegium Wojskowego SN ZSRR.